# Christian Flores
Christian Leonardo Flores Calderón (Mérida, Venezuela; 3 de abril de 1988) es un futbolista venezolano que juega como centrocampista en Estudiantes de Mérida de la Primera División de Venezuela.

## Trayectoria

### Caracas FC

#### Monagas SC
Participó el 27 de febrero de 2018, en el encuentro ante el Cerro Porteño de Paraguay en la primera fase de la Copa Libertadores 2018, donde el Monagas SC fue derrotado 2 a 0.

## Clubes
| Club       | País      | Año        | Partidos | Goles |
| ---------- | --------- | ---------- | -------- | ----- |
| Monagas SC | Venezuela | 2017 - Act |          |       |

## Palmarés

### Campeonatos nacionales
| Título          | Club                  | País      | Año  |
| --------------- | --------------------- | --------- | ---- |
| Torneo Apertura | Estudiantes de Mérida | Venezuela | 2019 |